# Sepsis luteola
Sepsis luteola är en tvåvingeart som beskrevs av Ozerov 2004. Sepsis luteola ingår i släktet Sepsis och familjen svängflugor. Inga underarter finns listade i Catalogue of Life.